# Petrovice (district de Bytča)
Pour les articles homonymes, voir Petrovice.
Petrovice est un village de Slovaquie situé dans la région de Žilina.

## Histoire
Première mention écrite du village en 1312.

## Démographie

### Évolution de la population
| Année:               | 1994. | 2004.   | 2014.   | 2024.   |
| -------------------- | ----- | ------- | ------- | ------- |
| Nombre de personnes: | 1339  | 1472    | 1559    | 1671    |
| Différence:          |       | +9,93 % | +5,91 % | +7,18 % |

| Année:               | 2023. | 2024.   |
| -------------------- | ----- | ------- |
| Nombre de personnes: | 1663  | 1671    |
| Différence:          |       | +0,48 % |